# Roberto Leal Monteiro

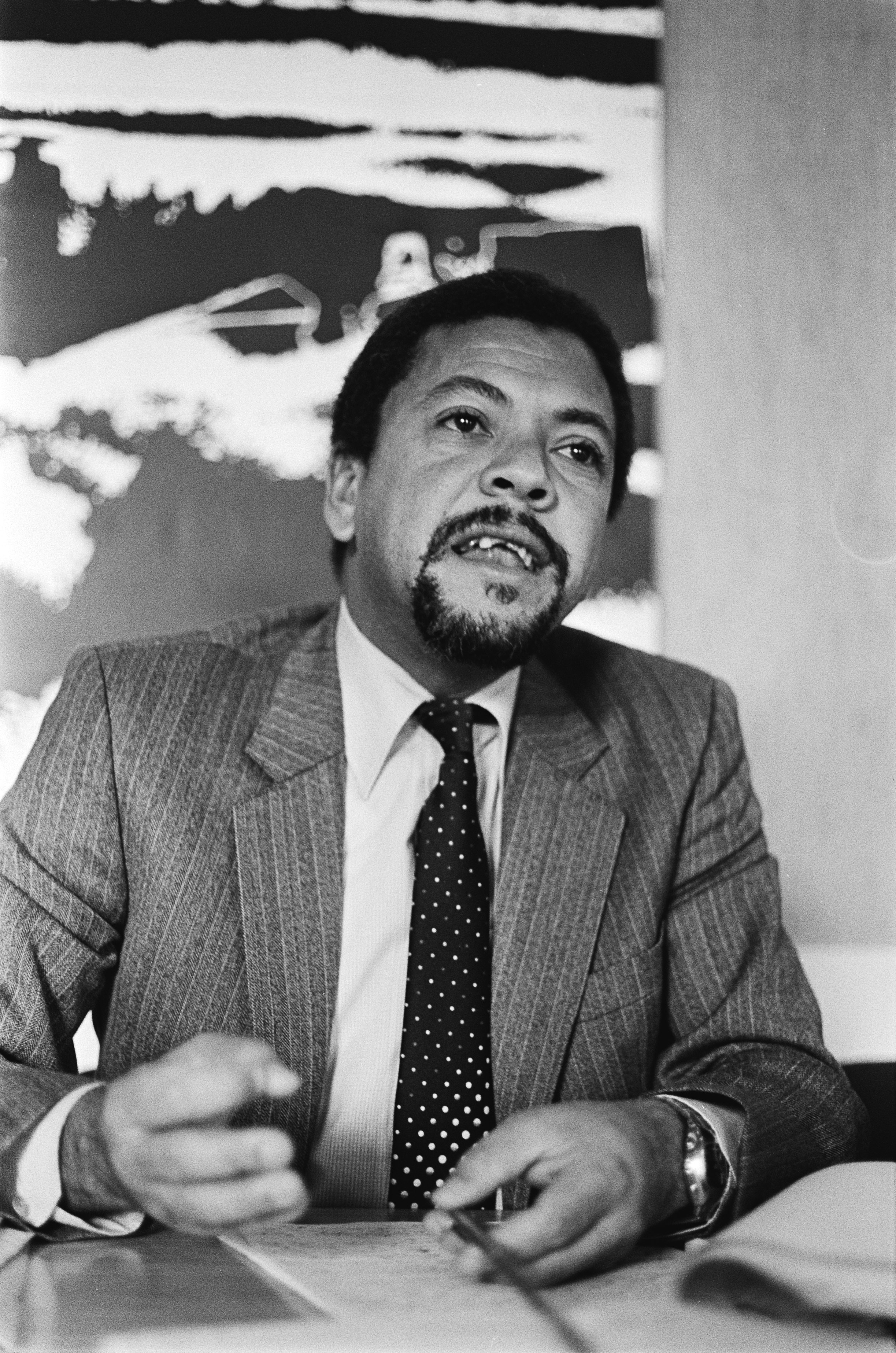
Roberto Monteiro, 1982

Roberto Leal Ramos Monteiro (Kampfname: Ngongo) ist ein angolanischer Politiker der Volksbewegung zur Befreiung Angolas MPLA (Movimento Popular de Libertação de Angola) und General der Streitkräfte FAA (Forças Armadas Angolanas), der unter anderem von 1999 bis 2006 Botschafter in der Russischen Föderation sowie zwischen 2006 und 2010 Innenminister war.

## Leben
Roberto Leal Ramos Monteiro begann nach dem Schulbesuch ein Studium im Fach Montanwissenschaften, das er jedoch im zweiten Studienjahr abbrach, um nahm als Mitglied der Volksarmee für die Befreiung Angolas (Forças Armadas Populares de Libertação de Angola), des bewaffneten Teils der MPLA, unter dem Kampfnamen „Ngongo“ am angolanischen Unabhängigkeitskrieg teilzunehmen. Nach der Unabhängigkeit der Volksrepublik Angola (República Popular de Angola) von Portugal am 11. November 1975 übernahm er verschiedene Funktionen innerhalb der FAPLA sowie in den daraus hervor gegangenen Streitkräften FAA (Forças Armadas Angolanas). Er war zunächst zwischen 1976 und 1979 Leiter der Landartilleriedirektion des Generalstabs (Estado-Maior General) der FAPLA sowie von 1979 bis 1983 Leiter der Direktion Aufklärung und Information des Generalstabes, ehe er zwischen 1983 und 1987 Stellvertretender Chef des Generalstabes (Chefe Adjunto do Estado-Maior General) war. Daraufhin fungierte von 1987 und 1989 als Leiter der Hauptdirektion Einsatz und wechselte danach vorübergehend in die zentrale Parteiführung der MPLA, in der er zwischen 1989 und 1990 Leiter der Abteilung Verteidigung und Sicherheit des Zentralkomitees (Comité Central).
Während des Bürgerkrieges in Angola war „Ngongo“ Monteiro zwischen 1990 und 1991 Kommandeur der Nordfront (Comandante da Frente Norte) sowie daraufhin von 1991 bis 1992 Kommandeur der Volksluftwaffe von Angola / Luft- und Luftabwehr FAPA/DAA (Força Aérea Popular de Angola/Defesa Aérea e Anti-Aérea). Danach fungierte er zwischen 1992 und 1997 erst als Vize-Verteidigungsminister für Verwaltung und Finanzen sowie anschließend von 1997 bis 1999 als Vize-Verteidigungsminister für nationale Verteidigungspolitik. 1999 wurde er Botschafter in der Russischen Föderation und war als solcher bis 2006 zugleich als Botschafter in der Ukraine, Belarus, der Republik Moldau, Aserbaidschan, Armenien und Georgien akkreditiert.
Nach dem Tode von Osvaldo Serra Van-Dúnem am 4. Februar 2006 wurde Roberto Leal Monteiro von seinem Botschafterposten abberufen und wurde als dessen Nachfolger am 24. Februar 2006 zum Innenminister (Ministro do Interior) ernannt sowie am 15. März 2006 in diesem Amt vereidigt. Nachdem Präsident José Eduardo dos Santos am 30. September 2008 António Paulo Kassoma als Nachfolger von Fernando da Piedade Dias dos Santos zum Premierminister ernannt hatte, wurde am 3. Oktober 2008 das neue Kabinett vereidigt. Diesem gehörten Assunção dos Anjos als neuer Außenminister und Severim de Morais als neuer Finanzminister an, während Kundi Paihama Verteidigungsminister und Roberto Leal Monteiro Innenminister blieben. Am 27. September 2010 wurde er als Innenminister entlassen, woraufhin Sebastião José António Martins am 4. Oktober zum Innenminister ernannt und am 6. Oktober 2010 in diesem Amt vereidigt wurde.
Bei den Wahlen zur Nationalversammlung am 31. August 2012 wurde Monteiro zum Mitglied der Nationalversammlung (Assembleia Nacional) gewählt und bei den darauf folgenden Wahlen zur Nationalversammlung am 23. bis 26. August 2017 auf der Landesliste (Círculo Nacional) der MPLA wiedergewählt. In der vierten Legislaturperiode wurde er Vorsitzender des Ausschusses für Verteidigung, Nartionale Sicherheit, Innere Ordnung, (2.ª Comissão: Defesa, Segurança Nacional, Ordem Interna e Antigos Combatentes e Veteranos da Pátria). 